# مارک بیرد (بازیکن فوتبال)
مارک بیرد (انگلیسی: Mark Beard؛ زادهٔ ۸ اکتبر ۱۹۷۴) بازیکن فوتبال اهل بریتانیا است.
از باشگاه‌هایی که در آن بازی کرده‌است می‌توان به باشگاه فوتبال ای‌اف‌سی ویمبلدون، باشگاه فوتبال ساوتند یونایتد، باشگاه فوتبال شفیلد یونایتد، باشگاه فوتبال توتینگ اند میتچام یونایتد، باشگاه فوتبال استیونج، باشگاه فوتبال میلوال، و باشگاه فوتبال کینگستونیان اشاره کرد.